# بهزاد غریب‌پور
بهزاد غریب‌‌پور (زادۀ ۱۳۳۶ در سنندج – درگذشتۀ ۲۲ آذر ۱۴۰۱ در کانادا)، هنرمند گرافیک و تصویرگر کُرد اهل ایران می‌باشد. وی دانش‌آموخته رشته گرافیک از دانشکده هنر‌های زیبای دانشگاه تهران بود و سپس با تاسیس استودیوی «تینو گرافیک» از سال ۱۳۶۳ تا ۱۳۹۶ هجری شمسی، فعالیت خود در حیطه تصویرگری و طراحی گرافیک و تبلیغات را پی‌گرفت. تدریس در دانشکده هنر‌های زیبا و دانشگاه هنر و دوره‌ها و کارگاه‌های آموزش تخصصی تصویرگری و طراحی کتاب از دیگر فعالیت‌های فرهنگی وی بوده است. او درحالی که مدتی برای درمان بیماری در کانادا حضور داشت، در ۲۲ آذر ۱۴۰۱ درگذشت.

## سابقه هنری
بهزاد غریب‌پور بعد از فارغ‌التحصیلی از رشته گرافیک در دانشکده هنرهای زیبای تهران، در سال ۱۳۶۳ استودیوی شخصی خود به نام تینو گرافیک را تاسیس می‌کند و تا سال ۱۳۹۶ ه.ش در حیطه‌ی گرافیک و تصویرسازی در آن به فعالیت می‌پردازد. وی همچنین در طی فعالیت هنری خود، مدیریت هنری کانون پرورش فکری کودکان و نوجوانان، انتشارات افق، محراب قلم، قدیانی و سروش را نیز عهده‌دار بوده است. غریب‌پور ازسال ۱۳۶۸ تا ۱۳۹۳ عضو هیئت داوران جشنواره‌های محتلف تجسمی مانند دوسالانه تصویرگری تهران، جشنواره تصویرگری شاهکار‌های ادبی و جشنواره هنر‌های تجسمی فجر بود.
او از سال ۱۳۸۲ تا ۱۳۸۴ شمسی عضو اولین هیات مدیره انجمن تصویرگران ایران بوده است. از فعالیت‌های بین‌المللی او می‌توان به شرکت در گردهمایی طراحی کتاب آسیاپاسیفیک یونسکو، سال ۱۹۸۴ میلادی در ژاپن اشاره کرد. در سال ۱۹۹۹ م. عضو هیات داوران جشنواره نوما، در همان مرکز فرهنگی یونسکو بود. او در سال ۲۰۰۱ به دعوت یونسکو در براتیسلاوا کارگاه برگزار کرد و در سال ۲۰۰۳ عضو هیات داوران جشنواره براتیسلاوا بود.